# Churío
Churío (llamada oficialmente San Martiño de Churío) es una parroquia del municipio de Irijoa, en la provincia de La Coruña, Galicia, España.

## Entidades de población
Entidades de población que forman parte de la parroquia:
- Fuente (A Fonte)
- Gándara (A Gándara)
- Puente Muniferral (A Ponte Muniferral)
- Bóveda
- Casal (O Casal)
- Cerro (O Cerro)
- Moutillón (O Moutillón)
- Padernelo (O Padernelo)
- Penedo (O Penedo)
- Señorío (O Señorío)
- Pruzos
- Sampayo (San Paio)

## Demografía
| Gráfica de evolución demográfica de Churío entre 2000 y 2018 |
|                                                              |
| Población de derecho según el padrón municipal del INE       |